# Emperor Point
Der Emperor Point ist eine Landspitze am nördlichen Ende der Berkner-Insel im Filchner-Ronne-Schelfeis des antarktischen Weddell-Meers. 
Die Benennung erfolgte vorgeblich durch russische Wissenschaftler.